# Sigrid Mutscheller
Sigrid Mutscheller geboren Lang, is een Duitse wintertriatlete. Wereldkampioen en Europees kampioen wintertriatlon.
In 2006 is ze getrouwd.

## Prestaties
- Wereldkampioene wintertriatlon

2004, 2005, 2006, 2007, 2008
- Europees kampioene wintertriatlon

2000, 2002, 2004, 2005, 2006, 2007, 2008